# 73rd (Perthshire) Regiment of Foot

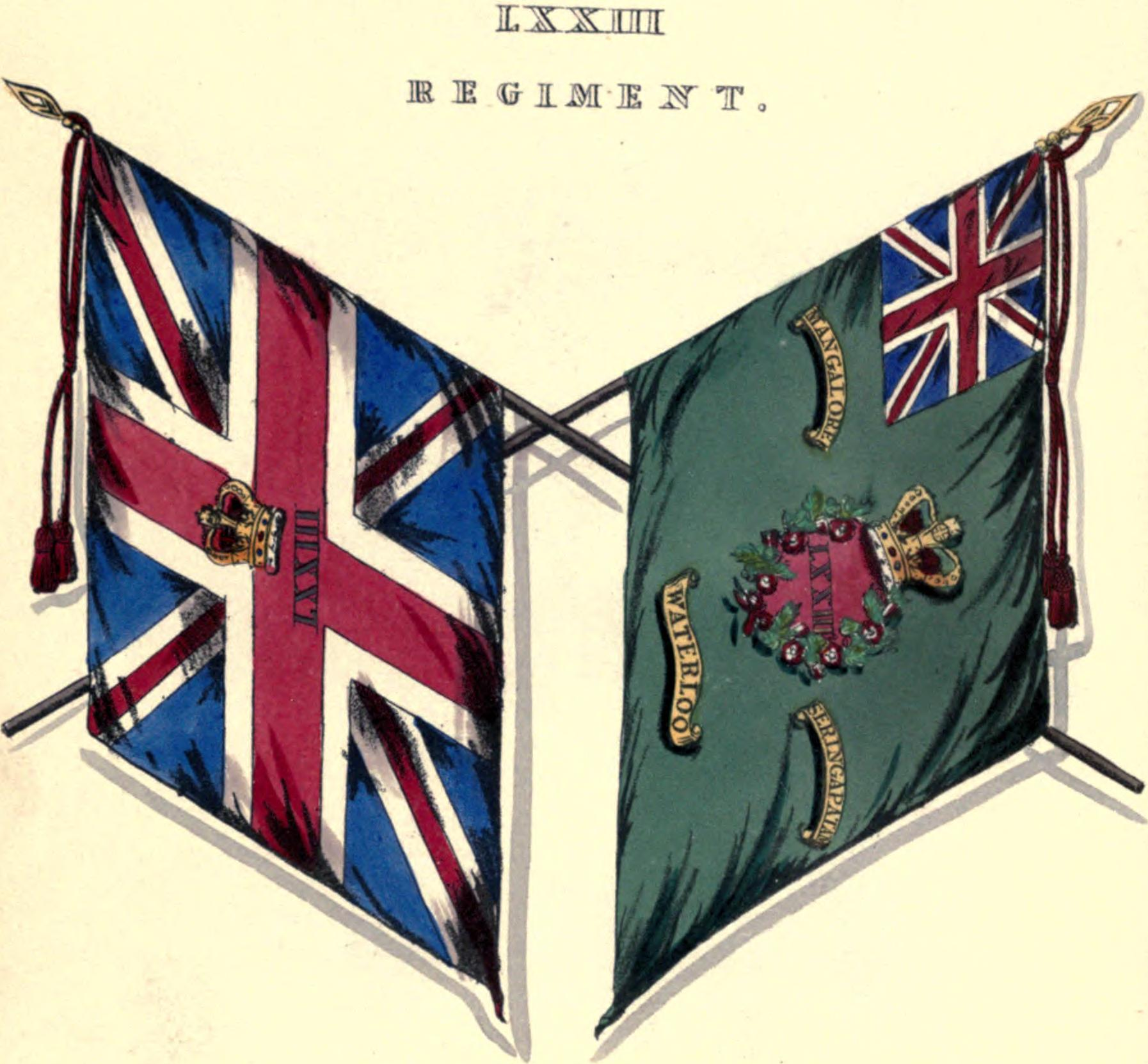
Regimentsfahnen des 73rd Regiment of Foot, 1851

Das 73rd (Perthshire) Regiment of Foot war ein schottisches Linieninfanterieregiment der britischen Armee, das von 1787 bis 1881 bestand.

## Geschichte

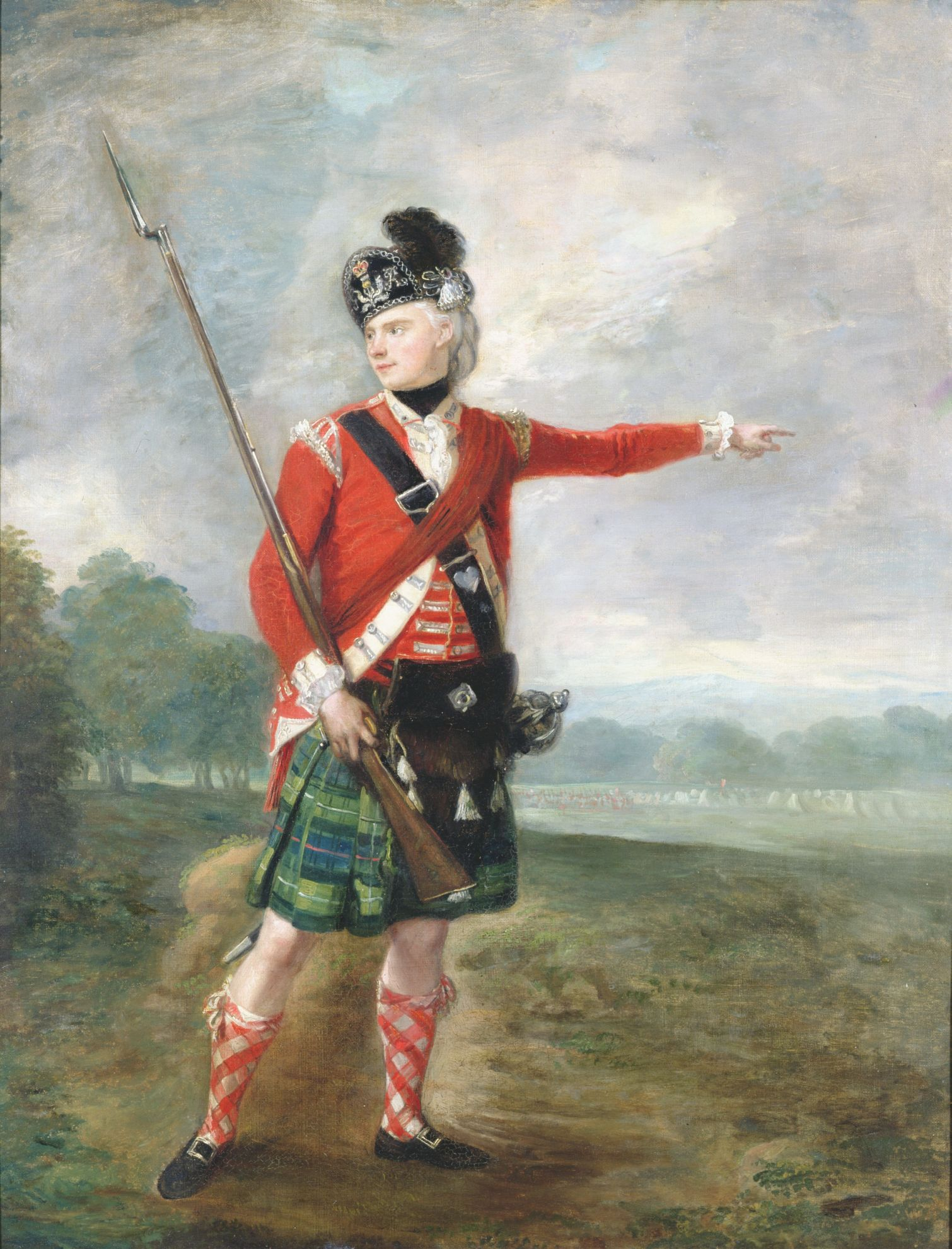
Offizier des 73rd Regiment of Foot, um 1775

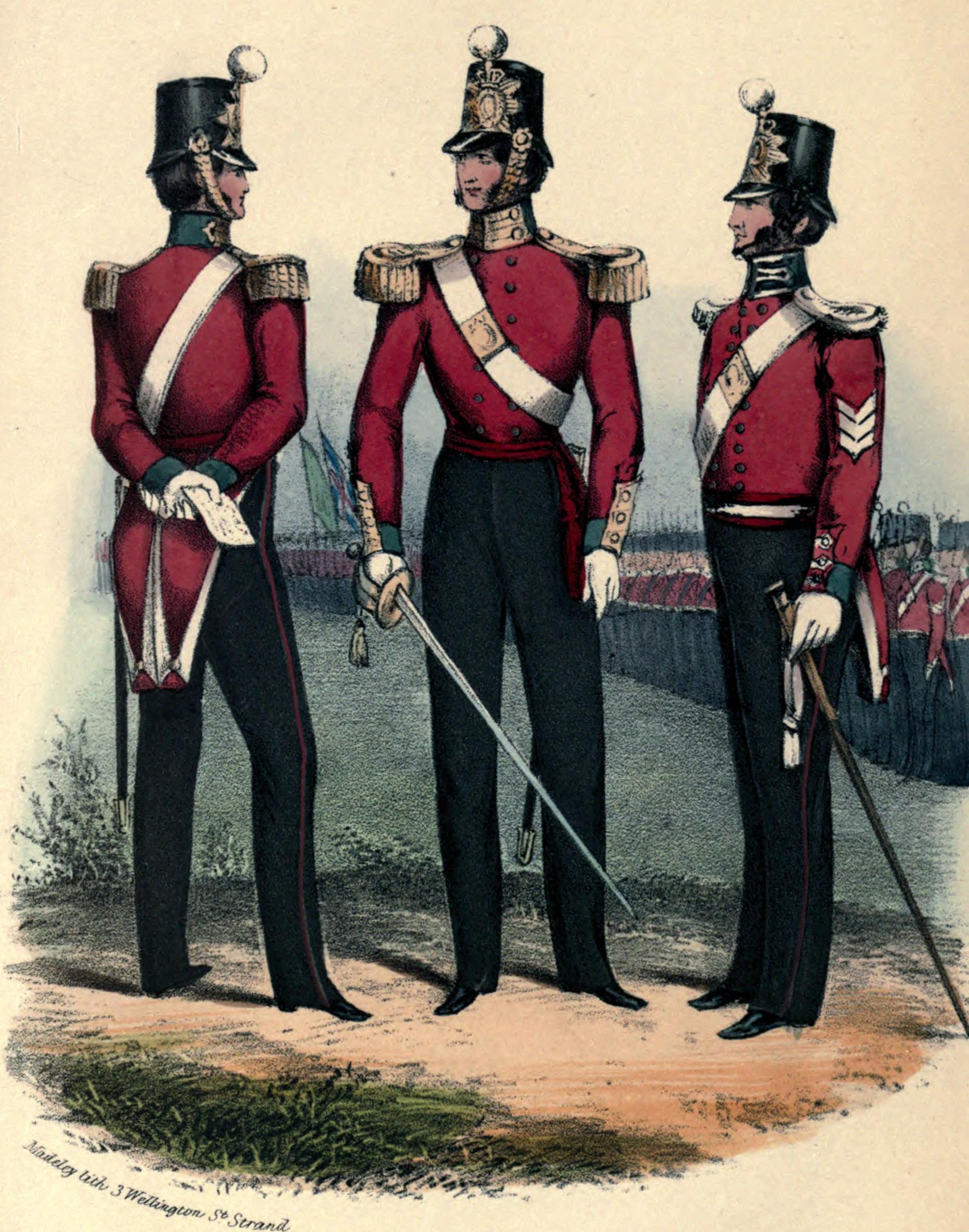
Uniform des 73rd Regiment of Foot, 1851

Das Regiment wurde am 8. April 1787 geschaffen, indem das bereits am 21. März 1780 gegründete 2. Bataillon des 42nd (Royal Highland) Regiment of Foot („Black Watch“) ausgegliedert und als 73rd (Highland) Regiment of Foot zu einem eigenständigen Regiment erhoben wurde. Die Einheit war zu diesem Zeitpunkt in Britisch-Indien stationiert.
Am 7. April 1809 wurde das Regiment um ein zweites Bataillon erweitert. Wegen Rekrutierungsproblemen wurde aus Milizkompanien aus Nottingham in England gebildet, weshalb das Regiment seinen „Highland“-Status mit dem Recht, eine „schottische“ Uniform (mit Tartan etc.) zu tragen, verlor und zu 73rd Regiment of Foot umbenannt wurde. 1845 wurden der „Highland“-Status und der Name 73rd (Highland) Regiment of Foot wiederhergestellt. Am 4. August 1862 wurde das Regiment zu 73rd (Perthshire) Regiment of Foot umbenannt.
Am 1. Juli 1881 wurde das Regiment im Rahmen der Childers-Reformen mit dem 42nd (Royal Highland) Regiment of Foot zum Regiment The Black Watch (Royal Highlanders) verschmolzen. Dieses wurde 1935 zu Black Watch (Royal Highland Regiment) umbenannt und wurde 2006 mit anderen Regimentern zum Royal Regiment of Scotland zusammengeschlossen. Das heutige 3. Bataillon des Royal Regiment of Scotland führt die Tradition des 73rd Regiment of Foot weiter.

## Regimental Colonels
Colonel of the Regiment waren:
- 1786: Gen. Sir George Osborn, 4. Baronet
- 1786–1796: Gen. Sir William Medows
- 1796–1800: Gen. Gerard Lake, 1. Viscount Lake
- 1800–1829: Gen. George Harris, 1. Baron Harris
- 1829–1835: Gen. Sir Frederick Adam
- 1835–1845: Lt-Gen. William Harris, 2. Baron Harris
- 1845–1846: Maj-Gen. Sir Robert Henry Dick
- 1846–1849: Gen. Sir John Grey
- 1849–1852: Lt-Gen. Sir Richard Goddard Hare Clarges
- 1852–1857: Lt-Gen. Robert Barclay Macpherson
- 1857–1860: Lt-Gen. Chesborough Grant Falconar
- 1860: Maj-Gen. Sir Michael Creagh
- 1860–1865: Lt-Gen. Benjamin Orlando Jones
- 1865–1881: Gen. Sir Henry Ferguson-Davie, 1. Baronet

## Battle Honours
Dem Regiment wurden folgende Battle Honours verliehen (englische Originalbezeichnungen):
- Mangalore
- Seringapatam
- Waterloo